# Biedronka dwukropka
Biedronka dwukropka (Adalia bipunctata) – gatunek owada z rodziny biedronkowatych z rzędu chrząszczy.
Chrząszcz o szerokim, owalnym ciele długości od 3,5 do 5,5 mm. Głowę ma całkiem czarną lub czarną z dwiema jasnymi lub żółtymi plamkami. Ubarwienie charakteryzuje znaczna zmienność czyli polimorfizm. Najczęściej występują przedstawiciele formy jasnej i czarnej. U tych pierwszych przedplecze jest żółtawe z czarną plamą M-kształtną pośrodku lub czarne z brzegami bocznymi szeroko zażółconymi, a u tych drugich przedplecze jest czarne z wąsko zażółconymi brzegami przednim i bocznymi. Barwa pokryw jeszcze bardziej zmienna. Najczęściej spotyka się osobniki o pokrywach czerwonawych z jedną czarną plamą pośrodku każdej oraz o pokrywach czarnych z 2–3 czerwonawymi lub żółtymi plamami na każdej, ale pomiędzy tymi wzorami mogą występować różne przejścia. Istnieje też rzadko spotykana forma o pokrywach pomarańczowożółtych z czarnymi plamami rozmieszczonymi w trzech poprzecznych rzędach i mogącymi zlewać się ze sobą. Na wypukłym przedpiersiu brak jest żeberek. Epimeryty śródpiersia są czarne. Odnóża zwykle są brunatne lub czarne, rzadko żółte. Stopy mają na pazurkach szeroki, duży i wyraźnie dostrzegalny ząb dodatkowy. Linia udowa na pierwszym segmencie odwłoka nie osiąga wierzchołkiem jego przedniego brzegu.
Owad znany z prawie całej Europy, palearktycznej Azji, północnej i środkowej części Afryki, a ponadto zawleczony do Ameryki Północnej.
Zarówno dorosłe biedronki dwukropki, jak i równie zmiennie ubarwione larwy żywią się m.in. mszycami czy mniejszymi mrówkami, np. faraonkami. Czasem w okolicy charakterystycznego punktu orientacyjnego, np. nagiego wierzchołka wzgórza czy w szczelinach okien, zimują masowo.

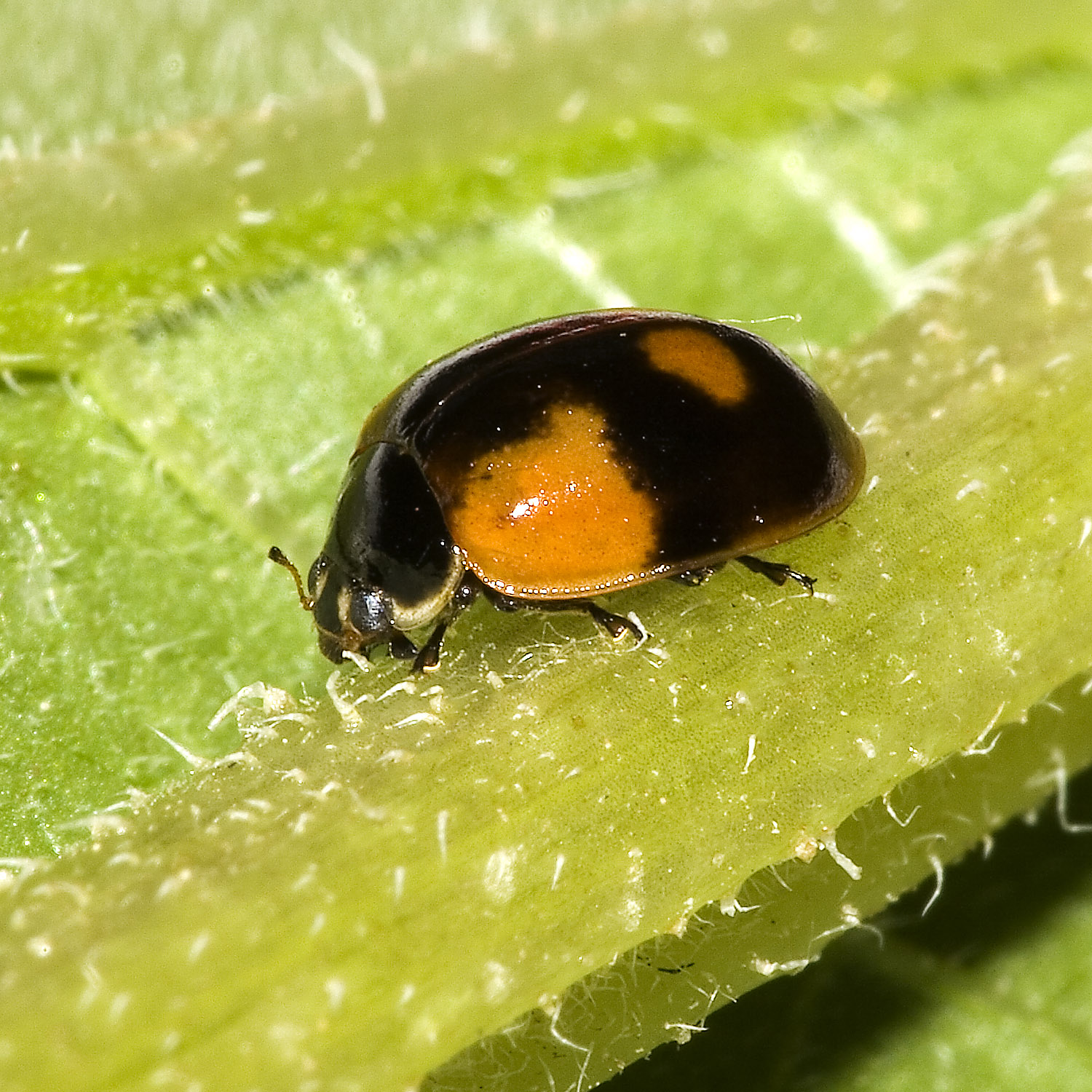
Odmiana czarna
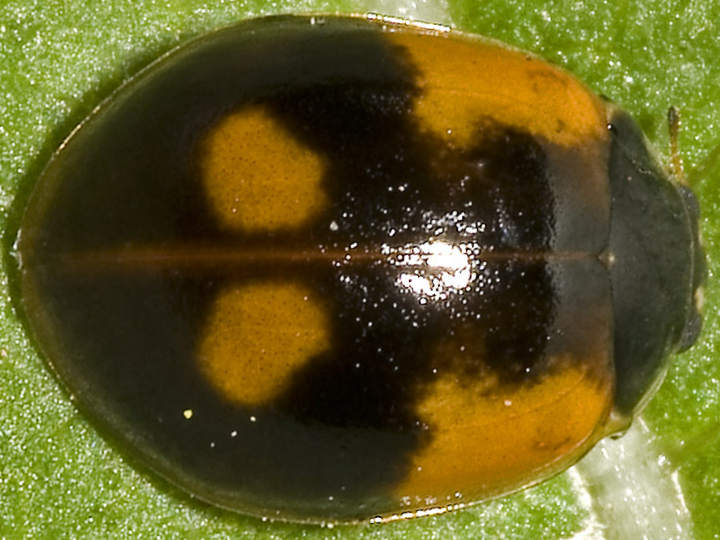
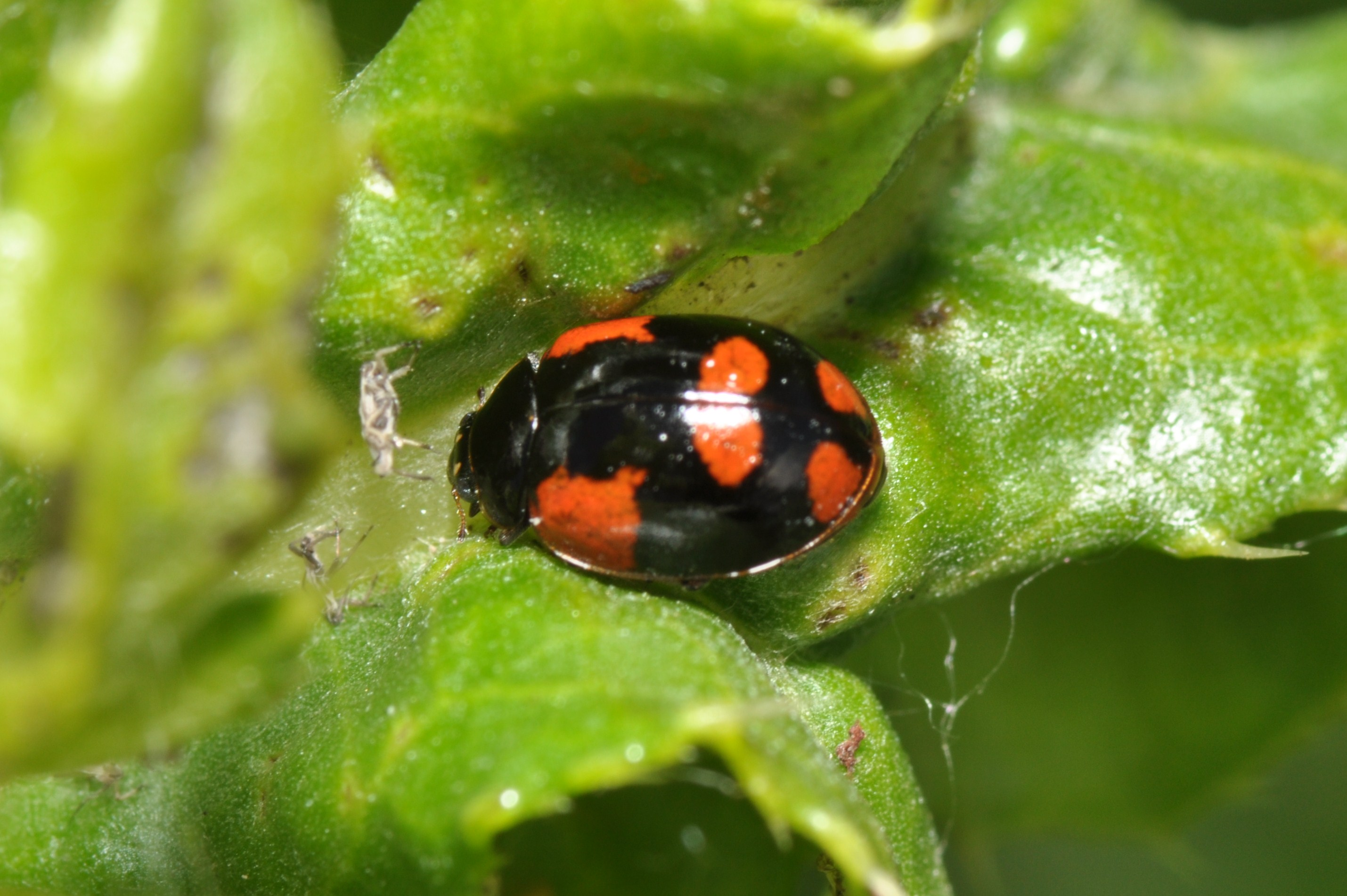
Odmiana sexpustulata
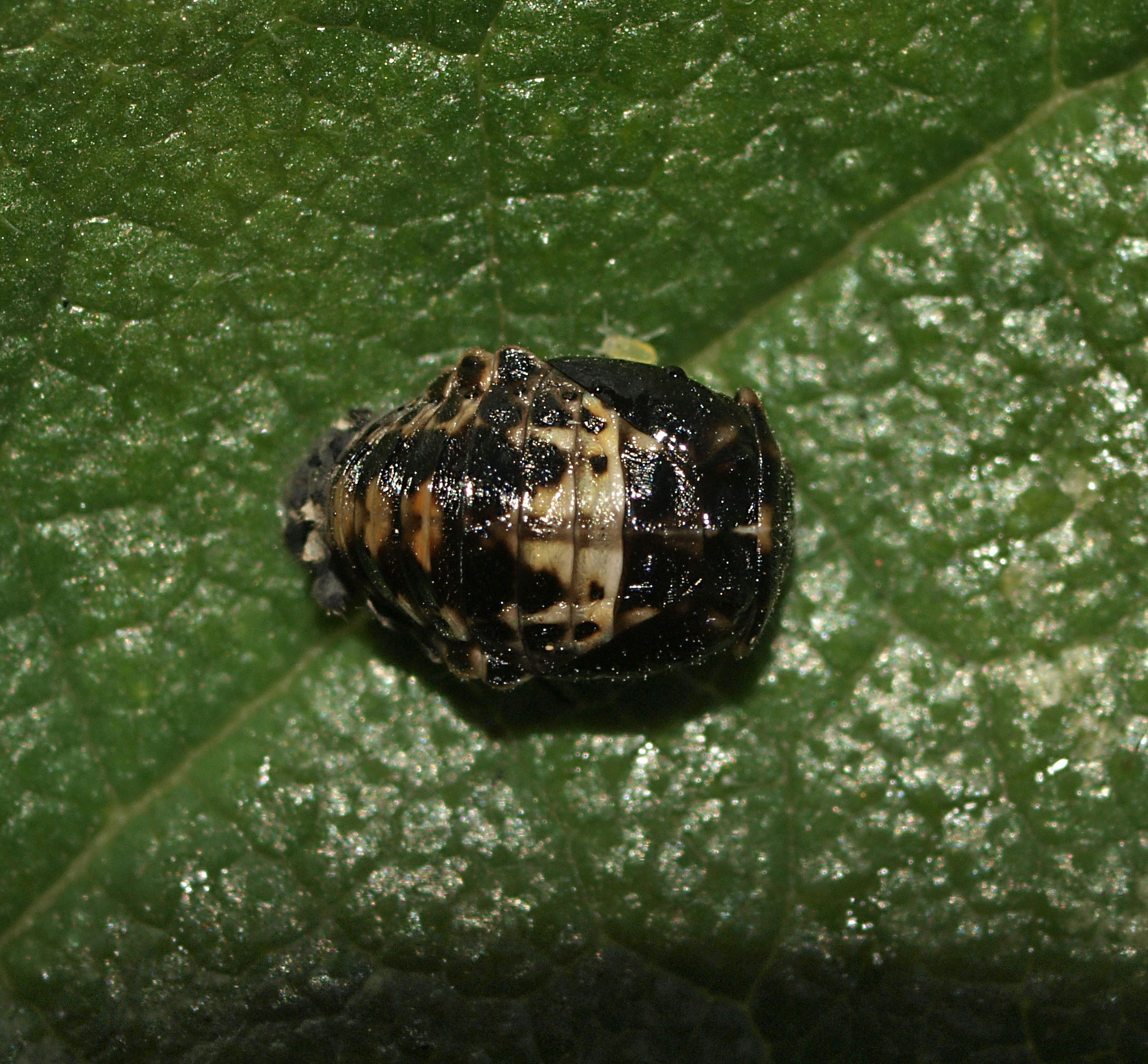
Poczwarka